# Shirley Jackson
Shirley Hardie Jackson (ur. 14 grudnia 1916 w San Francisco, zm. 8 sierpnia 1965 w North Bennington w stanie Vermont) – amerykańska pisarka.
Studiowała na University of Rochester i Uniwersytecie w Syracuse, gdzie wydawała kampusowe pismo humorystyczne, po ukończeniu studiów w 1940 zamieszkała w Nowym Jorku. Zaczęła publikować w „New Yorkerze”, „Redbooku”, „The Saturday Evening Post” i „The Ladies' Home Journal”, w 1948 wydała swoją pierwszą powieść, The Road Through The Wall. W tym samym roku opublikowała w "New Yorkerze" opowiadanie Loteria. Jej późniejsze utwory to m.in.  powieści grozy Nawiedzony (The Haunting of Hill House, 1959; polskie wydania także pod tytułem Nawiedzony dom na wzgórzu) i Zawsze mieszkałyśmy w zamku (We Have Always Lived in the Castle, 1962) oraz Poskramianie demonów i  Życie wśród dzikusów – zbiory opowiadań o życiu rodziny z trójką dzieci, zamieszkałej na prowincji w Vermoncie. Jest również autorką scenariuszy, esejów i książek dla dzieci. Zmarła z powodu niewydolności serca.